# ディミトリエ・ジヴコヴィッチ
ディミトリエ・ジヴコヴィッチ（キリル文字表記：Димитрије Живковић, ラテン文字表記：Dimitrije Živković, ? - 1961年）は、ユーゴスラビア王国の軍人。
第一次世界大戦に従軍、両大戦間に王国軍で各職を歴任した。
ドイツ軍のユーゴスラビア侵攻時、第6独立軍（第3ドナウ師団、第49スレム歩兵師団、サヴァ及びバナト支隊）を指揮した。第6独立軍はドイツ軍により撃破され、ジヴコヴィッチは捕虜となった。1945年まで捕虜収容所で過ごす。
解放後、共産体制下のユーゴスラビアへの帰国を拒否し、西ドイツに亡命した。